# Олігофагія
Олігофагія (від грец. ολιγος — незначний, + phagéin — їсти, поїдати) — здатність тварин (олігофагів) живитися не багатьма видами їжі. Протиставляється монофагії та поліфагії.
За А. Ф. Ємельяновим (1967) еволюції у напрямку олігофагії сприяють, з одного боку, малі розміри та мала міграційна здатність тварин-олігофагів, з іншого — висока кількість кормових об'єктів та їх тривала стійкість в історичному плані, значна величина їх індивідуальної маси, їх систематична відокремленість тощо. Навпаки, умови, що сприяють формуванню та збереженню поліфагів, багато у чому протилежні.

## Поширення

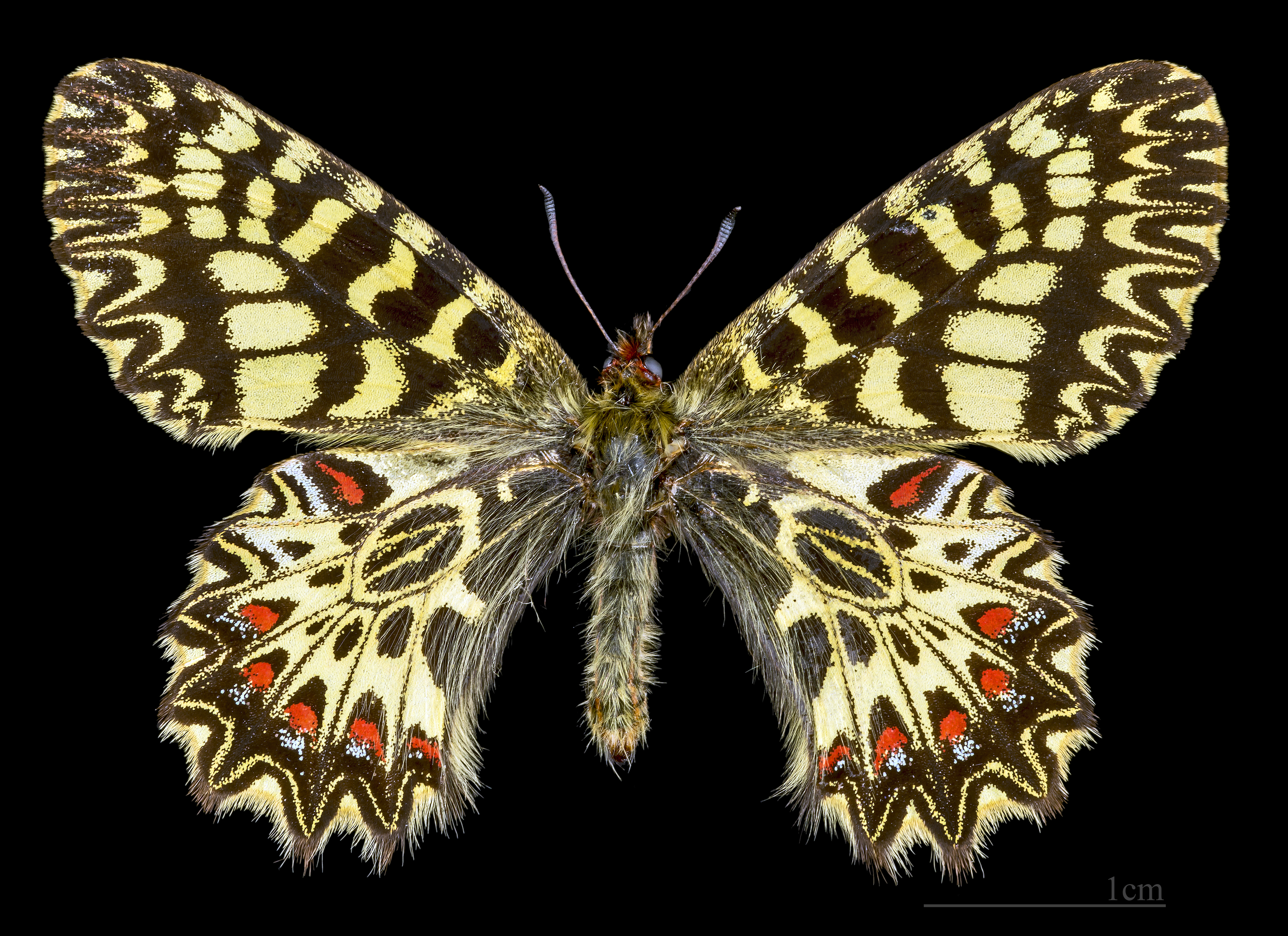
Гусінь метелика поліксени живиться лише чотирма видами рослин роду кірказон.

Олігофагія характерна для членистоногих — павуків, кліщів, ракоподібних, особливо поширена серед комах. Наприклад, гусінь метелика поліксени живиться лише чотирма видами рослин роду кірказон.
Також явище олігофагії зустрічається серед червів, молюсків, риб, птахів (комахоїдні, зерноїдні, м'ясоїдні, хижі — рибоїдні, орнітофаги) та ссавців (травоїдні, м'ясоїдні, споживачі нектару тощо.).
Олігофаги найпоширеніші серед тварин, які мешкають у тропічних лісах та відносно рідко зустрічається у тварин, що мешкають у помірних широтах.